# Rivière du Mât (entreprise)
Pour les articles homonymes, voir Rivière du Mât.
 (mai 2011).
Le rhum Rivière du Mât est une marque de rhum produit à l'île de La Réunion à Beaufonds sur la commune de Saint-Benoît. La distillerie, l'une des plus anciennes et aussi la plus grande de La Réunion par son volume de production, fait partie des trois distilleries restantes sur l'île à produire du rhum (rhumerie) avec celles de Savanna et Isautier. Elle destine près de 85 % de sa production à l'exportation et produit une gamme diverse de rhums : du rhum blanc (traditionnel et agricole) et du rhum vieux.

## Production

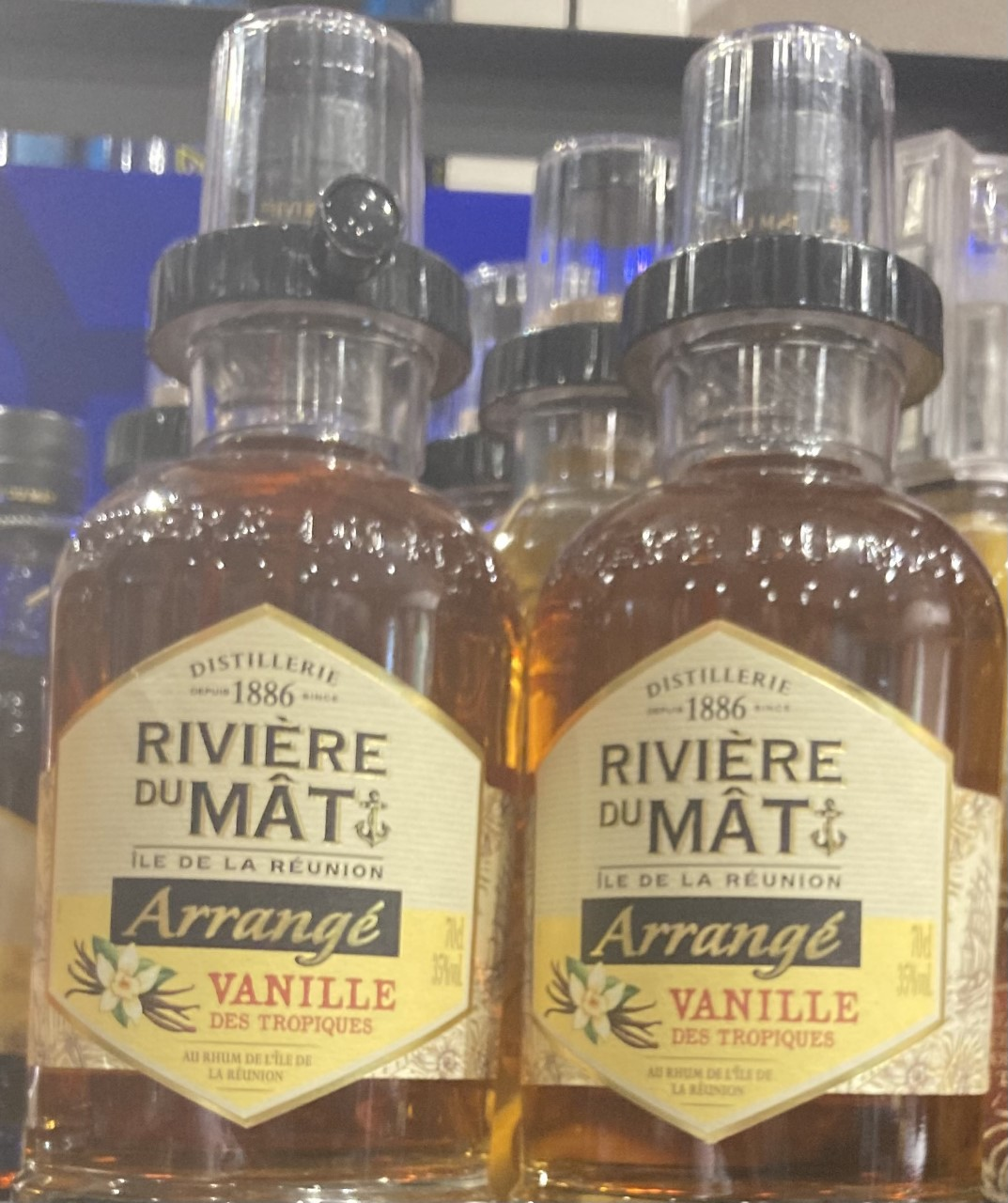
Rhum Rivière du Mât arrangé à la vanille.

La distillerie Rivière du Mât produit 80000 litres de rhum par jour.
Le Rhum Rivière du Mât existe en :
- rhum de sucrerie :
  - rhum de tradition
- rhum agricole :
  - rhum agricole blanc
  - rhum agricole blond
  - rhum cuvée spéciale
  - rhum grande réserve
  - rhum la collection